# カラフルピーチ
カラフルピーチ（英: colorful peach）は、日本の実況グループ・バーチャルYouTuberグループ・動画クリエイター。愛称はからぴち。
活動はゲーム実況がメイン。主にMinecraftの動画を作成している。UUUM所属。2020年6月28日から活動開始。

## 概要
2015年に、当時高校生だったじゃぱぱが、YouTubeチャンネル「JPAPA CHANNEL」を開設。その後、2016年にUUUMへの所属が決定し、2017年にはチャンネル登録者数10万人を達成。
2020年6月に実況グループ「カラフルピーチ」を結成。グループ名は、個性豊かという意味のカラフルとメンバー全員の好きな食べ物である桃を合わせた名前となっている。
2022年に登録者100万人を達成する。リーダーのじゃぱぱ以外のメンバーもタイトルに「カラフルピーチ」を含んだ動画を個人チャンネルでアップロードしている。
2022年にJPAPA CHANNELがカラフルピーチの公式チャンネルへ変わり、メインチャンネルとして使用されることとなった。

## 略歴
- 2015年5月26日 - 当時高校生のじゃぱぱがカラフルピーチYouTubeチャンネルの前身となる「JPAPA CHANNEL」を開設する[12]。
- 2020年6月28日 - 12人組の実況グループ「カラフルピーチ」が結成される[2][10]。
- 2022年7月1日 - YouTubeチャンネル登録者数が100万人を達成する[13][14]。
- 2023年3月10日 - カラフルピーチ公式WEBサイト開設[3][15]。
- 2023年3月31日 - 初のオリジナル曲『On-Party!』をリリース[16][15][17][18]。
- 2023年11月29日 - テレビ東京「おはスタ」に出演[19][20][21]。初の地上波進出[19][注釈 1][21]。
- 2023年12月24日 - 2曲目のオリジナル曲『マイヒーロー』をリリース[22][21]。
- 2024年2月17日 - メンバーのるなが、自身の誕生日をもって無期限活動休止に入る[23][24][25][26]。事実上の卒業[24][26]。
- 2024年5月5日 - 初のリアルイベント、「からぴちパラダイス2024〜やっとみんなに会えるよ！〜in 幕張メッセ」を開催[27][28][29][30][31][32]。
- 2024年8月23日 - YouTubeチャンネル登録者数が200万人を達成する[33]。
- 2025年3月14日 - 3曲目のオリジナル曲『べいびーらぶ』をリリース[34]。
- 2025年6月28日- 2回目のリアルイベント、「からぴちパラダイス2025〜5周年だよ！どきどき♩わくわく♫学園祭！〜inぴあアリーナMM」を開催。

## メンバー
メンバーのほとんどが旧JPAPA CHANNELの元リスナー。
じゃぱぱ
リーダー。キャッチコピーは「ちょっと抜けてるムードメーカー兼頼れるリーダー」。カラフルピーチの前身となるYouTubeチャンネル「JPAPA CHANNEL」の開設者。実写チャンネル「イナイデント」にてたっつんと2人で活動していた。誕生日は12月25日。メンバーカラーは緑  だが、動画での字幕は赤色である。神奈川県出身。
のあ
キャッチコピーは「甘いもの大好き心配性ふわふわガール」。カラフルピーチの建築担当で、Minecraft内の様々な企画の建築をスタッフと行っている。誕生日は9月18日。メンバーカラーはもも色  。
たっつん
キャッチコピーは「ボケもツッコミもできる厨二病の人気者」。JPAPA CHANNELの時から様々な動画に出演。じゃぱぱと実写チャンネル「イナイデント」を組んでいた。誕生日は10月25日。メンバーカラーは黄色  。関西出身。
ゆあんくん
キャッチコピーは「めんどくさがりだけど、誰よりも好奇心旺盛なわんぱくボーイ」。コマンドが得意でほとんどの企画のコマンド作成を行っている。誕生日は1月30日。メンバーカラーは赤  。
シヴァ
キャッチコピーは「脱力感のある喋り方でみんなの心を癒す、からぴちのゆるキャラ」。誕生日は12月25日。メンバーカラーは黄緑  。
どぬく
キャッチコピーは「何事にも全力で素直なキツネと人間のハーフ」。誕生日は8月17日。メンバーカラーは白  。
うり
キャッチコピーは「おふざけ大好きな、からぴちイチのロマンチスト」。絵を描くこと、ピアノ・ギターを弾くことが好き誕生日は12月19日。メンバーカラーは黒  。
えと
キャッチコピーは「すぐに手が出る楽観的サバサバガール」。名前の由来は、チョコレート（ちょこれえと）からとった。誕生日は10月7日。メンバーカラーはオレンジ色  。
ヒロ
キャッチコピーは「おしとやかで恥ずかしがり屋なひつじ王子」。誕生日は8月9日。メンバーカラーは灰色  。
なおきり
キャッチコピーは「奇想天外な発想の持ち主、勇敢なみんなのお兄ちゃん」。メンバーからは「なお兄」の愛称で親しまれている。誕生日は10月20日。メンバーカラーは青  。
もふ
キャッチコピーは「おふざけも実は大好きなからぴちの頭脳」。謎解き脱出ゲームの謎考案担当でもある。誕生日は10月14日。メンバーカラーはむらさき色  。
るな
キャッチコピーは「自称天才、ポジティブガール」。学業に専念するため、自身の誕生日である2024年2月17日から無期限活動休止中。事実上の卒業誕生日は2月17日。メンバーカラーは水色  。

## 楽曲
On-Party!
2023年3月31日、YouTubeチャンネル「カラフルピーチ」にてプレミア公開された、「リアル鬼ごっこサバイバル21」の最後に初公開され、プレミア公開終了後にリリースされた。カラフルピーチ初のオリジナル楽曲で、メンバー全員が一緒に歌うのはこれが初めて。作詞は辻村有記、作曲は辻村と伊藤賢。
2023年3月最終週のオリコン YouTubeチャートで5位初登場。
マイヒーロー
2023年12月15日、YouTubeチャンネル「カラフルピーチ」にてプレミア公開された、「またまた殺人ピエロが現れました」の最後にこの曲の一部が公開され、プレミア公開終了後に、プレミア公開でリリースされた。作詞は木下龍平、作曲・編曲は加部輝。
べいびーらぶ
2025年3月14日、YouTubeチャンネル「カラフルピーチ」にて、プレミア公開でリリースされた。作詞・作曲・編曲は木下龍平。
Toriko!!!!
2024年5月5日にからぴちパラダイス2024にて初披露された。2025年2月28日から期間限定で、YouTubeチャンネル「カラフルピーチ」にて公開されている。
これからメシ☆
2025年6月7日、YouTubeチャンネル「カラフルピーチ」にてプレミア公開された。じゃぱぱ、ゆあんが歌っており、作詞・作曲・編曲は玉木千尋。
シャンパンタワー
2025年6月16日、YouTubeチャンネル「カラフルピーチ」にてプレミア公開された。なおきり、シヴァ、うりが歌っており、作詞・作曲・編曲はJUGEM、KBOTTL。
ヴィヴァナッジ
2025年6月22日、YouTubeチャンネル「カラフルピーチ」にてプレミア公開された。のあ、えとが歌っており、作詞・作曲・編曲はふゆり。。。。
アンラッキーモンスター
2025年6月26日、YouTubeチャンネル「カラフルピーチ」にてプレミア公開された。ヒロ、たっつん、もふ、どぬくが歌っており、作詞・作曲・編曲はふゆり。。。。
ゆびきりレイン
2025年6月28日、「からぴちパラダイス2025〜5周年だよ！どきどき♩わくわく♫学園祭！〜inぴあアリーナMM」にて初披露された。同日にYouTubeチャンネル「カラフルピーチ」にて公開された「映画『カラフルピーチ/海賊の宝』」にてエンディング曲として使用された。作詞はじゃぱぱとJUGEM、作曲・編曲はJUGEM、KBOTTL。

## 書籍
- カラフルピーチ（監修）『カラフルピーチと一緒に遊ぼう!マイクラ大冒険』　KADOKAWA、2023年6月22日初版発行、ISBN 978-4-04-606298-7
- カラフルピーチ（著）『カラフルピーチ攻略本』　KADOKAWA、2024年6月28日初版発行、ISBN 978-4-04-606915-3[76]
- カラフルピーチ（原作）・吉岡 みつる（文）『カラフルピーチはちゃめちゃ事件簿』　講談社 青い鳥文庫、2025年8月6日発売、ISBN 978-4-06-539890-6[77]
- カラフルピーチ（原案）・ 佐藤 久美子（英語監修）・守屋 佑真（英語監修）『カラフルピーチと一緒に攻略！わくわく中学英単語 記憶に残る！英単語＆熟語1800』KADOKAWA、2025年8月6日初版発行、ISBN 978-4-04-607536-9[78]

## 出演

### テレビ
- おはスタ（2023年11月29日[79][80][注釈 1][21]・2024年3月5日[注釈 3][81][82]・2024年12月3日[83]、テレビ東京）

### 吹き替え
- マインクラフト/ザ・ムービー（2025年4月25日）[注釈 4][84][85]

## イベント

### 2023年
U-FES.2023
4月29日・30日、東京都の東京ガーデンシアターにて開催。全員のメンバーが出演した（えと、ヒロ、もふ、るなは29日のみの出演）。
人気動画企画「だるまさんがころんだサバイバル」を基にした、ゲームコーナーの企画に参加。フィッシャーズなどとコラボした。そして最後に、パペットの姿でステージに登場した。
お台場冒険王2023　SUMMER　SPLASH！
8月5日、東京都のフジテレビ本社およびお台場周辺にて開催のお台場冒険王のCreator Clear Houseステージに出演。3部構成で、るなを除く11人のメンバーが公演ごとに交代して出演した。1部、2部は「バーチャル冒険王2023」でも配信された。

### 2024年
からぴちパラダイス2024〜やっとみんなに会えるよ！〜in 幕張メッセ
5月5日、千葉県の幕張メッセイベントホールにて開催された、初のリアルイベント。るなを除く11人のメンバーが出演した。
2部制。計12000人以上のファンが集まった。ゲストに、おおたさきが出演し「cointoss」、キクチユミが出演し「ジョイマジ」をそれぞれ披露。最後にからぴちメンバーが、オリジナル曲「Toriko!!!!」を初披露。2部をABEMA PPV ONLINE LIVEにて後日配信。
カラフルピーチ×サンリオピューロランド
12月14日・15日・21日・22日、東京都のサンリオピューロランドエンターテイメントホールにて開催された、コラボステージイベント。
各日2部制で、4日間で計8公演。るなを除く11人が日替わりで出演した。サンリオのキャラクターと共演した。

### 2025年
STPR Family Festival!! in ベルーナドーム　『SUPER GAMERS SHOWDOWN』
4月5日、埼玉県のベルーナドームにて開催された。たっつん・ゆあんくん・なおきり・シヴァが「スペシャルゲスト」として出演。紅組と白組に分かれて対戦する形式で、からぴちメンバーは白組の助っ人として参加した。
からぴちパラダイス2025 〜5周年だよ！どきどき♩わくわく♫学園祭！〜inぴあアリーナMM
5周年記念日となる6月28日と翌29日、神奈川県のぴあアリーナMMにて開催された、結成5周年を記念したリアルイベント。
28日が「FIRST公演」と「SURPRISE公演」の2公演、29日が「FINALE公演」 の1公演で、計3公演。
「FIRST公演」と「FINALE公演」にはるなを除く11人のメンバーが、「SURPRISE公演」には11人のメンバーに加えて、るながサプライズ登場した。
「FIRST公演」と「FINALE公演」は全国の映画館でライブビューイングを実施。「SURPRISE公演」はABEMA PPV ONLINE LIVEにて後日配信。
からぴちパラダイス2025 〜5周年だよ！どきどき♩わくわく♫学園祭！〜inASUE ARENA〜
7月26日、大阪府のAsueアリーナ大阪にて、上述のぴあアリーナMMの追加公演として開催。「TAKOYAKI公演」と「OKONOMIYAKI公演」の2公演。るなを除く11人のメンバーが出演した。

## ランキング
2022年
- 「INFLUENCER’S AWARD 2022」で一般投票特別賞を受賞[120][14]。
- 「日本のYouTube年間ランキング」で、「映画『カラフルピーチ/魔王と予言の少女』」[121]が、「トップゲーム動画」の第2位にランクイン[122][123][124][注釈 5]。
- 進研ゼミの調査で「〇〇しか勝たん」で8位にランクイン[7][125][126]。

2023年
- ニフティキッズによる「2023年にみんなが一番ハマったYouTubeチャンネル」で小学生部門で1位、中学生部門でも3位を獲得[127]。
- Yahoo!きっずの「検索ランキング2023」で17位にランクイン[128]。ほか、数名のメンバーがランクインしている[129]。

2024年
- Yahoo!きっずの「検索ランキング2024」で12位、動画クリエイター部門で1位にランクインした[130]。

## 主な作成動画
いずれも、YouTubeチャンネル「カラフルピーチ」にて公開されている。
だるまさんがころんだサバイバル
「だるま」が出現している間、プレイヤーは動くことができないという条件の中、制限時間内にマップ内に隠された石像を探し出すシリーズ（完結済み）。
また、2022年からMinecraftマーケットプレイスにて、制限時間内に祠を探してお札の欠片を集めて貼るというミニゲームマップも配布されている。
ピエロがいるサバイバル
プレイヤーの誰かがピエロとなり、クラフター側とピエロ側に別れて争うサバイバルゲーム。クラフター側がエンダードラゴンを倒すとクラフター側の勝利、プレイヤー全員を殺すとピエロ側の勝利となる。
リアル鬼ごっこサバイバル(シリーズ)
サバイバルと鬼ごっこが組み合わさった協力系企画。壱から拾の「鬼」がおり、倒せば次の鬼に挑めるというシリーズ。
番外編も2024年末に配信された。
2025年1月24日よりシーズン2が始まっており、シーズン1では無かった「体力回復なし」という厳しい条件付きで10体の鬼に1から挑んでいる。
これが本当の人狼ゲーム(シリーズ)
メンバーが本気で考察する人狼ゲーム。村人のフリをしている人狼を倒すと村人陣営の勝利。村人が全員死んでしまうと人狼陣営の勝利。その後シリーズ途中から、舞台となるマップに落ちているダイヤを目標の数まで納品すると村人陣営の勝利というルールも追加された。
炎鬼(シリーズ)
メンバーはプレイヤーと炎鬼に分かれ、プレイヤーはキャンプ場からの脱出を目指す。プレイヤーは炎鬼にタッチされると捕まり、捕まってから時間が経つにつれ徐々に体力が減っていく。乗車可能人数が決まっている３つの乗り物に掘った石炭を入れ脱出を目指す。プレイヤーが炎鬼に半数以上捕まると敗北。プレイヤーがキャンプ場から半数以上脱出できると勝利。
改名鬼ごっこ
鬼にタッチされるとその鬼から改名され、鬼になる変わり鬼であり、制限時間がなくなったときに鬼だった人はX（旧Twitter）で1ヶ月その名前に変わるというもの。マイクラIDを一生改名する企画もあった。

## 企業等とのコラボ
- ヴィレッジヴァンガード コラボグッズ 2022/5/3-[140]
- しまむら 2022/5/14-[141]
- スイーツパラダイス（夏祭り）2022/8/1-8/21[142]
- 極楽湯 2022/11/3-2024/11/30[143]
- Tカード 2023/2/9-[144]
- ファミリーマート 2023/4/27-[145]
- 脱獄ごっこ 月刊コロコロコミック 2023年5月号[146]
- アニメイトオンリーショップ（ワンダー）2023/7/1-11/5[147]
- 脱獄ごっこPRO  からぴち考案のゲームモード監獄かくれんぼ[148] やスキン（囚人[149]シェアハウス（[150] ワンダー[151]魔法学園 [152]）が登場
- ラウンドワン 2023/8/4から  飲食メニュー、グッズ、内装[153]
- 東京ドイツ村 2023/10/27-2024/1/28[154]
- アニメイトカフェ 2023/11/22-2023/12/18 出張店は2023/12/23-2024/1/21の期間の週末に開催[155]
- 一番くじカラフルピーチ 店舗2023/12/16- オンライン2024/12/22-[156]
- アニメイトフェア 2024年1月20-2024年2月16日 日本各地で[157]
- セブンイレブン クリアファイル2024/3/14-[158]A5ノート3/28-[159]は全国の店舗、オリジナルグッズはセブンネット[160]一部店舗のみ販売
- カラオケまねきねこ 2024/5/21-6/30[161]
- BOOKOFF 2024/09/21‐2024/10/21[162]
- アニメイトオンリーショップ（魔法学園）[163]
- 東京サマーランド  2024/7/28-2024-9/1[164]
- 一番くじカラフルピーチPowerful Art 2024/10/12- [165]
- カラフルピーチイオン限定グッズ 2024/10/18- [166]
- ウェンディーズ・ファーストキッチン 2024/10/25-2024/12/1[167]
- 「カラフルピーチ×サンリオピューロランド」コラボスペシャルイベント 2024/12/14, 2024/12/15, 2024/12/21, 2024/12/22[98]
- 一番くじGraceful Circus　店舗2025/3/29~[要出典]